# الخطبة التنطجية
الخطبة التنطجيه خطبة منسوبة إلى أمير المؤمنين علي بن أبي طالب رواها الشيعة، في كتاب أنوار اليقين في أسرار أمير المؤمنين عليه السلام . تتمحور الخطبة على بيان سعة علم أمير المؤمنين  وشمول معرفته بالكائنات والحوادث التي وقعت والتي ستقع في مستقبل الأيام، كما أن الخطبة تتضمن بيان مقامات أمير المؤمنين وعلو قدره عند الله عز وجل وما جرى على يديه في سابق العصور من لدن آدم وقبل خلقة آدم عليه السلام.